# Aconitum wraberi
Aconitum wraberi är en ranunkelväxtart som beskrevs av Starm.. Aconitum wraberi ingår i släktet stormhattar, och familjen ranunkelväxter. Inga underarter finns listade i Catalogue of Life.